# Фридман, Лев Моисеевич
Лев Моисе́евич Фри́дман (16 августа 1916, село Любич Черниговской губернии — 19 января 2005, Москва) — российский и советский учёный, психолог, педагог, математик, крупный специалист в области методики преподавания математики, педагогической и математической психологии, доктор психологических наук (1972), профессор (1999).

## Биография
Лев Моисеевич Фридман родился 16 августа 1916 года в селе Любич Черниговской области в большой семье (отец — садовник, мать — домохозяйка, четверо детей). В семье он был младшим ребёнком. Отец умер, когда Льву Моисеевичу было 2 года.
После окончания семилетки в 1931 году поступил в ФЗУ и работал учеником слесаря. Но в декабре 1931 г., когда на Украине свирепствовал голод, он переехал в Ленинград, где жила его мама со старшими детьми. Здесь работал слесарем на 1-й Картографической фабрике и учился на вечерних курсах по подготовке в ВУЗ при Ленинградском университете. В 1933 г. поступил на физико-математический факультет Ленинградского педагогического института имени Покровского, который и окончил в 1937 г. с отличием.
Был направлен в г. Кронштадт, где в школе № 3 преподавал математику и был завучем. Был призван в Советскую Армию, где окончил курсы артиллерийских техников и с октября 1938 г. по август 1940 г. преподавал математику и был начальником общеобразовательного цикла в военно-морском училище г. Кронштадта. В 1940 г. в связи с исключением математики из числа учебных предметов, был назначен преподавателем математики педагогического училища г. Минусинска.
В июне 1941 г. был призван в действующую армию. Всю Великую Отечественную войну прошёл в составе 309 Пирятинской Краснознамённой ордена Кутузова II степени стрелковой дивизии. В этой дивизии капитан Л. М. Фридман — начальник артснабжения 842 артполка. Был легко ранен и дважды контужен. Войну закончили взятием г.Бреслау 7 мая 1945 г., но уволен в запас был только 21 декабря 1945 г.
Имеет следующие награды: орден Красной звезды, орден Отечественной войны II степени, медаль «За боевые заслуги», «За победу над Германией в ВОВ 1941-1945 гг.», Медаль Жукова, «Ветеран труда» и все юбилейные медали.
С 1946 г по 1956 г Лев Моисеевич Фридман работал в Красноярске, сначала в Институте усовершенствования учителей, а затем в пединституте старшим преподавателем. В 1953 г. в НИИ содержания и методов обучения АПН СССР защитил кандидатскую диссертацию «Содержание, система и место задач в школьном курсе арифметики».
С 1956 г. по 1961 г. работал деканом физико-математического факультета, зав. кафедрой методики преподавания математики в Пединституте г. Тулы.
С 1961 по 1963 гг. работал в Пединституте г. Душанбе, где под его руководством была создана кафедра «Элементарная математика и методика её преподавания».
В 1963 г Л. М. Фридман переехал в г. Серпухов, где работал доцентом кафедры высшей математики Серпуховского высшего военного командно-инженерного училища.
С 1967 работал в Москве старшим, а затем ведущим научным сотрудником в НИИ Общей и педагогической психологии АПН СССР.
В 1972 г. на заседании Учёного совета факультета психологии МГУ им. М. В. Ломоносова защитил докторскую диссертацию на тему «Дидактические основы применения задач в обучении» Позднее Льву Моисеевичу было присвоено звание профессора кафедру психологии.
Последние годы своей жизни с 1999 г работал профессором кафедры психологии в Академии повышения квалификации и профессиональной переподготовки работников образования. Умер 19 января 2005 г.

## Научная и педагогическая деятельность
Основная тема исследований Л. М. Фридмана в области методики — методика обучения решению задач. Он разработал теорию элементарных математических задач, создал особые языки для записи и анализа задач (высказывательные модели, трёхчленные графы), выявил основные параметры задач, разобрал на компоненты деятельности по их решению и т. д. Результаты его исследований, в частности, опубликованы в монографии «Логико-психологический анализ школьных учебных задач». Основываясь на этих теоретических наработках Фридман написал пособие для учащихся «Как научиться решать задачи».
Л. М. Фридман — автор более 250 научных работ, в том числе 49 монографий, книг, учебников, учебно-методических пособий, в том числе такие книги, как «Логико-психологический анализ учебных задач» (1977), «Психолого-педагогические основы обучения математике» (1983), «Психопедагогика» (1997), «Психология детей и подростков» (2003), «Теоретические основы обучения математике» (2004), «Психологические основы поведения людей и народов» (2004).
В последние годы область исследований Льва Моисеевича лежала на границе математики и психологии, их результаты он обобщил в книгах «Психолого-педагогические основы обучения математике» (1983), «Наглядность и моделирование в обучении» и «Проект задачника по математике» (1976), а также в оригинальном пособии для учащихся «Учитесь учиться математике» (1985).
Лев Моисеевич Фридман являлся членом специализированного Учёного совета по педагогическим наукам при МГУ, одним из руководителей всесоюзного семинара «Методологические проблемы использования кибернетики, логики и математики в психологии и педагогике». Под его руководством аспиранты и соискатели защитили 41 кандидатскую диссертацию, некоторые из его учеников стали впоследствии докторами наук.

## Общественная деятельность
Л. М. Фридман был активным участником Совета ветеранов 309-й Краснознамённой гвардейской дивизии.

## Основные публикации
- Как научиться решать задачи : Беседы о решении мат. задач : Пос. для учащихся / Л. М. Фридман, Е. Н. Турецкий, В. Я. Стеценко ; Под ред. Л. М. Фридмана. — М. : Просвещение, 1979. — 160 с.
- Фридман Л. М. Величины и числа : популярные очерки. — 3-е изд. — М. : ЛЕНАНД, 2020. — 224 с.

В книге изложена сущность решения школьных математических задач, а также задач повышенной трудности.

- В книге изложена сущность решения школьных математических задач, а также задач повышенной трудности.Фридман Л. М. Изучаем математику : Кн. для учащихся 5–6 кл. общеобразоват. учреждений. — М. : Просвещение, 1995. — 255с.
- Фридман Л. М. Как научиться решать задачи : Кн. для учащихся 9–11 кл. / Л. М. Фридман. — М. : Просвещение, 2005. — 255с. — (Шаг за шагом к пятёрке).
- Фридман Л. М. Логико-психологический анализ школьных учебных задач. — М.: Педагогика, 1977. — 208 с.
- Фридман Л. М. Основы проблемологии. — М., 2001. — 217 с.
- Фридман Л. М. Содержание, система и место задач в школьном курсе арифметики : дис. ... канд. пед. наук / Акад. пед. наук РСФСР. Научно-исслед. ин-т методов обучения ; науч. рук. Н. Н. Никитин. — М., 1953. — 457 с.
- Фридман Л. М. Теоретические основы методики обучения математике. — 3-е изд. — М. : Книжный дом «ЛИБРОКОМ», 2009. — 248 с.
- Фридман Л. М. Учитесь учиться математике : кн. для учащихся — М. : Просвещение, 1985. — 112 с.
- Фридман Л. М. Что такое математика. — М. : ЛЕНАНД, 2024. — 200 с.